# Oudelandpolder
De Oudelandpolder is een oudlandpolder die deel uitmaakt van het complex: Polders tussen Lamswaarde en Hulst, gelegen nabij de buurtschap Kruisdorp.
Het betreft een polder van 113 ha welke omstreeks 1235 werd bedijkt door de monniken van de Abdij van Boudelo.
De polder is relatief hoog gelegen en heeft van de inundatie van 1585 niet te lijden gehad. Bij de ruilverkaveling in de jaren 60 van de 20e eeuw werd echter de Middeleeuwse perceelindeling vernietigd.
Burghpolder · Clinge- en Kieldrechtpolders · Clingepolder · Dullaertpolder · Eekenissepolder · Graauwsche Polders · Havenpolder · Hertogin Hedwigepolder · Hoof- en Molenpolder · Hooglandpolder · Kieldrechtpolders · Kievitpolder · Kleine Molenpolder · Koningin Emmapolder · Langendampolder · Louisapolder · Mariapolder (Hulst) · Melopolder · Mispadpolder · Molenpolder (Hulst) · Nijspolder · Noordhofpolder · Oude Graauwpolder · Oudelandpolder · Polders tussen Lamswaarde en Hulst · Polders van Hontenisse en Ossenisse · Saaftingepolders · Saeftingepolder · Ser-Pauluspolder · Stoofpolder · Van Alsteinpolder · Vitshoek · Willem-Hendrikspolder · Zandpolder · Zoutepolder